# Rhätische Bahn
Rhätische Bahn (oznaczenie RhB, wł. Ferrovia retica, rm. Viafier retica, pol. Kolej Retycka lub Koleje Retyckie) – szwajcarski wąskotorowy przewoźnik kolejowy oraz zarządca infrastruktury z siedzibą w Chur. Spółka obsługuje głównie połączenia regionalne na terenie Gryzonii, a także częściowo na terytorium Włoch.
Pierwsze trasy wchodzące w skład obecnej sieci Kolei Retyckich zostały oddane do użytku w latach 80. XIX w. Od tego czasu siatka kolejowa została powiększona do 384 km poprzez rozbudowę oraz wchłonięcie mniejszych spółek kolejowych. Sieć jest w 100% zelektryfikowana. Ponad 30% sieci znajduje się na wysokości powyżej 1500 m n.p.m., a w najwyższym punkcie osiąga 2253 m n.p.m.
W 2008 r. linie kolejowe przez przełęcze Albula oraz Bernina zostały wpisane na listę światowego dziedzictwa UNESCO, będąc jednym z trzech znajdujących się na niej zabytków kolejowych. Przez te doliny przebiegają m.in. trasy Bernina Express oraz Glacier Express – uruchamianych przez spółkę pociągów pospiesznych z wagonami panoramicznymi.

## Historia

### Linia kolejowa Davos – Landquart

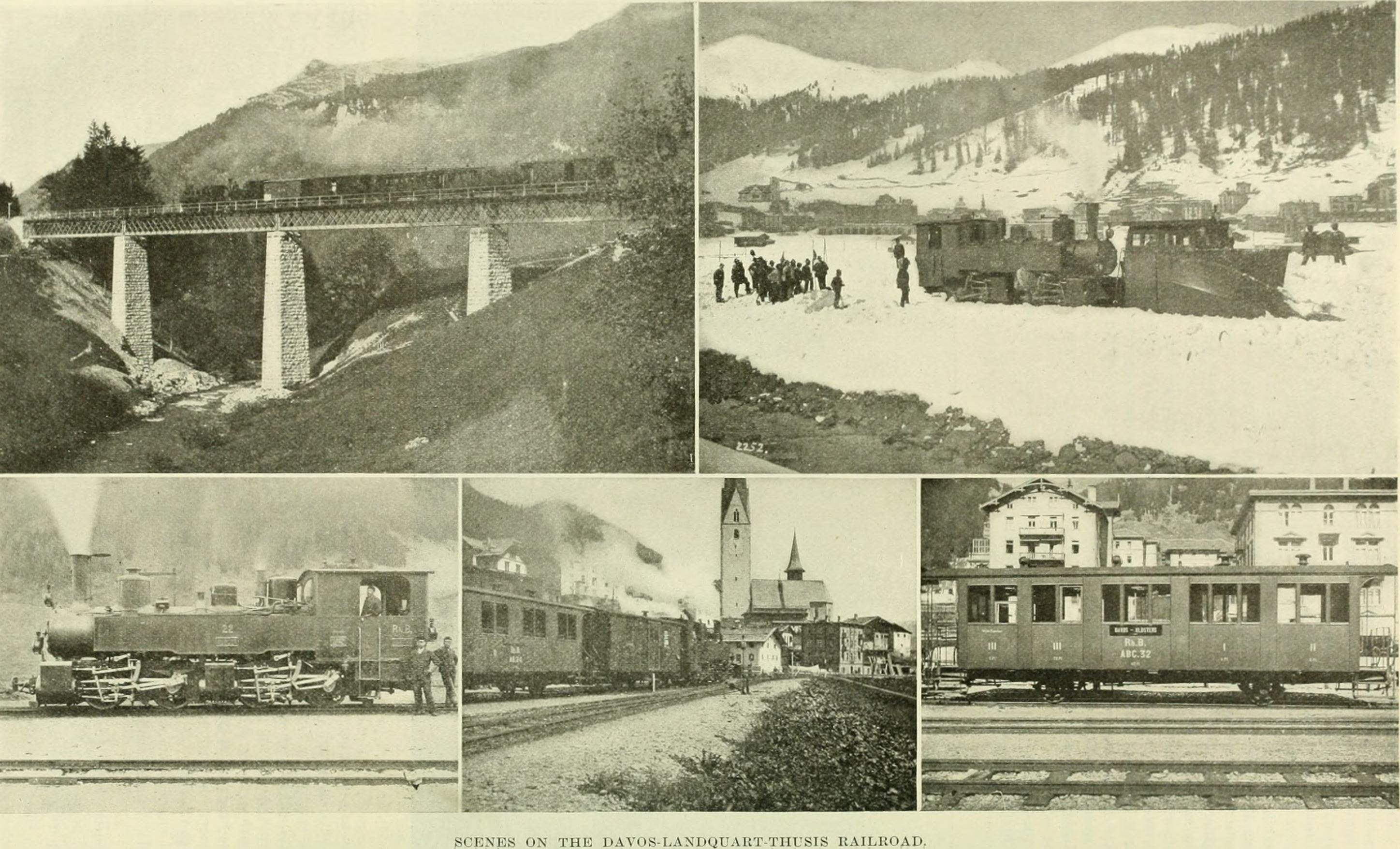
Kolej Retycka, 1892

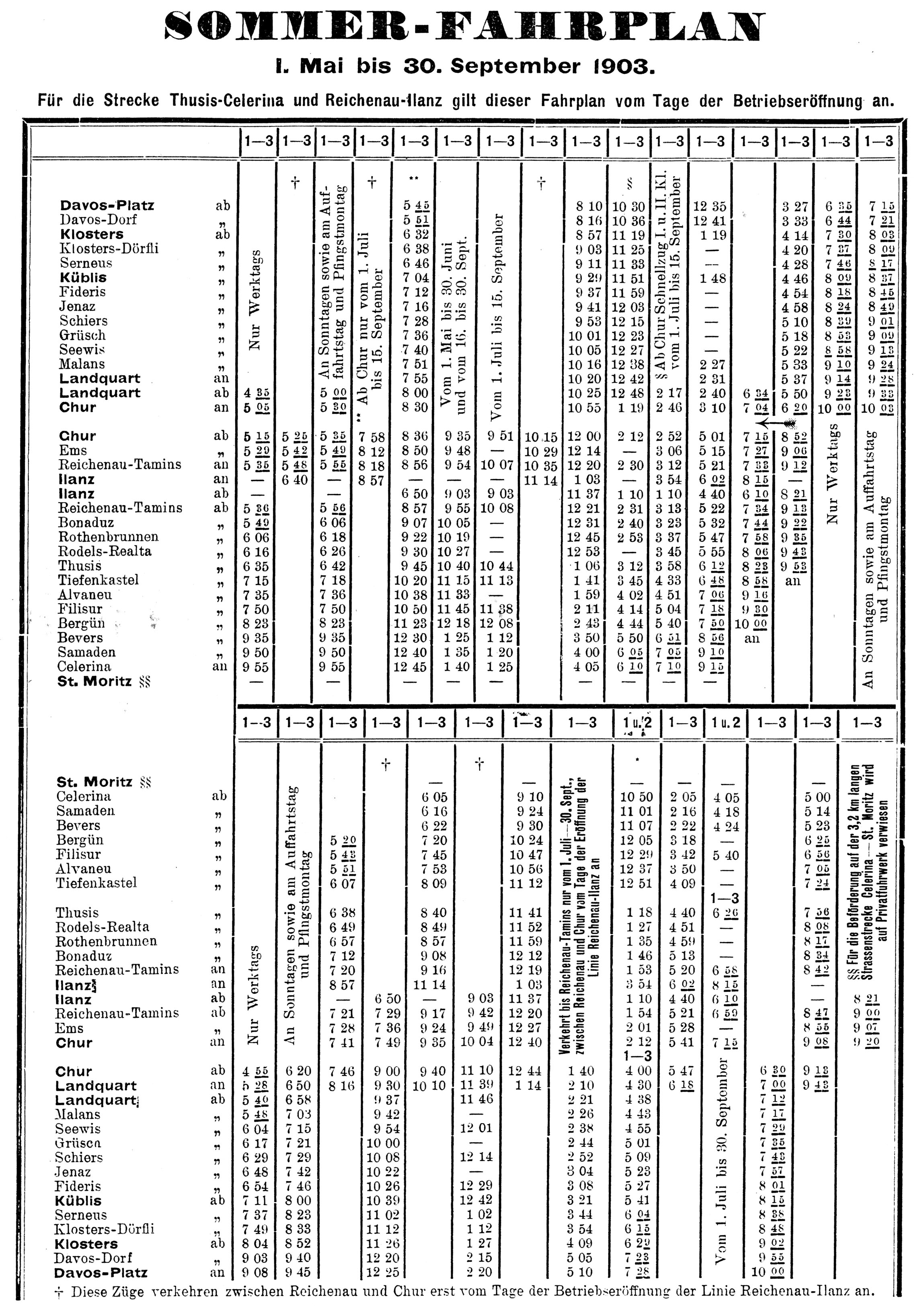
Rozkład jazdy Kolei Retyckich, 1903

Początki historii Kolei Retyckich sięgają końca XIX wieku, kiedy to Holender Willem Jan Holsboer podjął inicjatywę budowy kolei łączącej Davos z Landquart – pierwszego odcinka późniejszej RhB. Inżynierem naczelnym projektu został Achilles Schucan, którego później mianowano także pierwszym dyrektorem kolei. Początkowo rozważano budowę na tym odcinku kolei zębatej, jednak doświadczenia związane z budową pobliskiej Gotthardbahn sprawiły, że zadecydowano o budowie zwykłej kolei bez dodatkowych systemów poprawiających przyczepność. W planach było poprowadzenie linii normalnotorowej, jednak ze względu na wyższe koszty takiego przedsięwzięcia, a także ograniczenia związane z przebiegiem linii, wybrano kolej wąskotorową (rozstaw szyn 1000 mm). 7 lutego 1888 r. zakończono budowę pierwszego fragmentu (Landquart – Klosters), natomiast 19 czerwca tego samego roku nastąpiło jego uroczyste otwarcie. Pierwszy pociąg na pełnej trasie do Davos wyruszył rok później.
W 1895 r., ze względu na dalsze plany rozbudowy kolei w kantonie Gryzonia, zmieniono nazwę spółki ze Schmalspurbahn Landquart–Davos AG na Rhätische Bahn. Nazwa pochodzi od rzymskiej prowincji Recja, która była używana jako określenie dla tego regionu aż do 1803 r., kiedy to przemianowano kanton Rätien na Graubünden. W wyniku referendum przeprowadzonego na terenie Gryzonii w 1897 r. RhB przeszła na własność władz kantonu. W latach 1907–1910 wzniesiono gmach siedziby RhB w Chur przy Bahnhofstrasse, który później został wpisany na listę dóbr kultury i dziedzictwa narodowego kantonu Gryzonii.

### Rozbudowa sieci

Plakat Kolei Retyckich, 1909

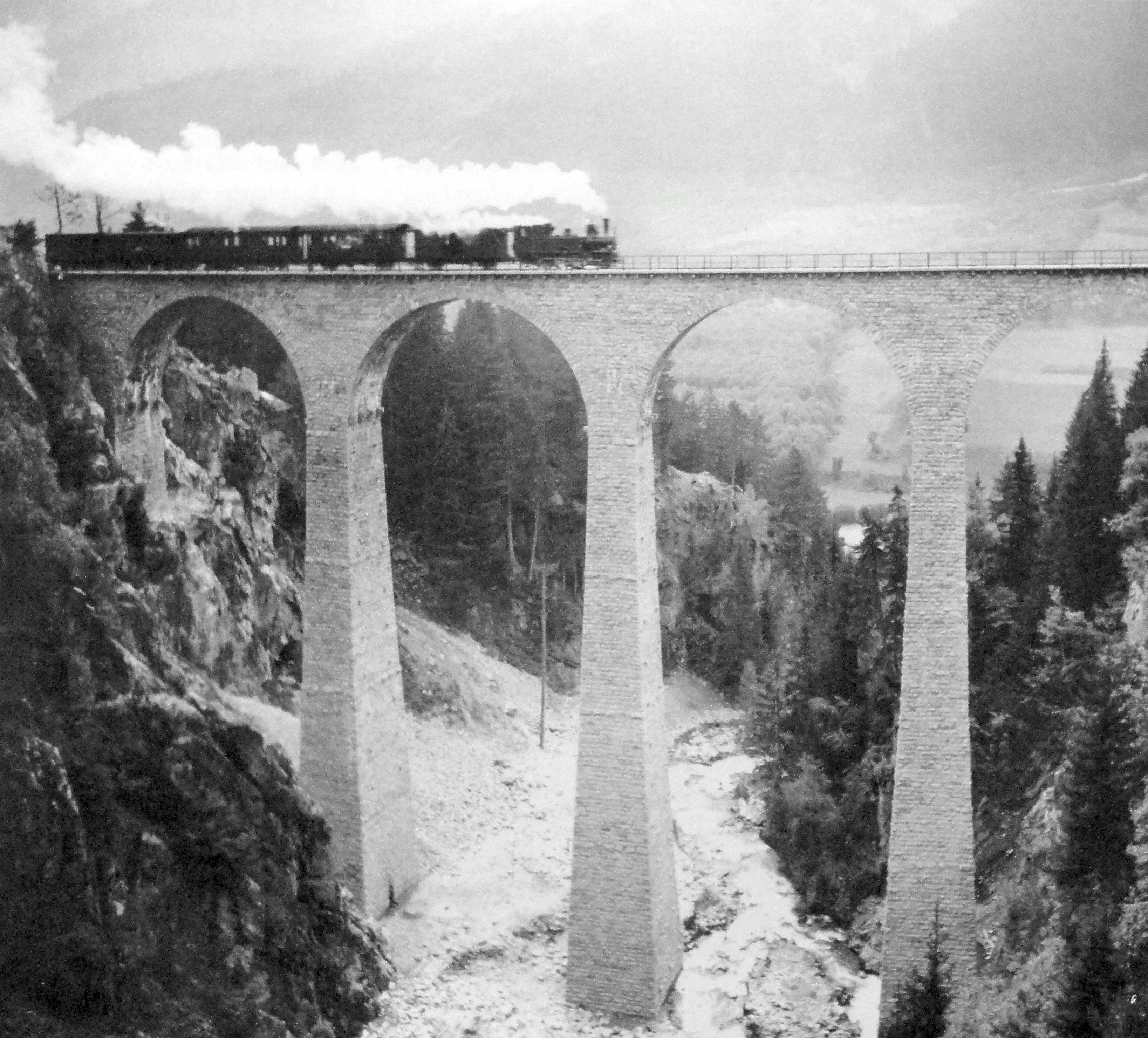
Most Russein, 1911

W kolejnych latach kontynuowano rozbudowę sieci kolei wąskotorowej w kantonie Gryzonia, a nowe linie kolejowe wchodziły w skład RhB:
| Data oddania do użytku | Trasa                                                            |
| ---------------------- | ---------------------------------------------------------------- |
| 1896                   | Landquart – Chur – Thusis                                        |
| 1903                   | Albulabahn: Thusis – Tiefencastel – Filisur – Samedan – Celerina |
| 1904                   | Celerina – St. Moritz                                            |
| 1904                   | Reichenau – Ruinaulta – Ilanz                                    |
| 1908                   | Pontresina – Samedan                                             |
| 1909                   | Davos – Filisur                                                  |
| 1912                   | Ilanz – Disentis/Mustér                                          |
| 1913                   | Bever – Zernez – Scuol                                           |

Opracowano także plany budowy innych tras kolejowych, jednak nie doszło do ich realizacji ze względu na wybuch I wojny światowej:
- St. Moritz – Przełęcz Maloja – Chiavenna (koncesję uzyskało w 1885 r. inne przedsiębiorstwo, a w 1898 r. przeszła ona na RhB);
- przedłużenie trasy ze Scuol do Nauders z możliwością przesiadki w Pfunds lub Martinsbruck na planowaną Reschenbahn do austriackiego Landeck;
- w 1909 r. uzyskano koncesję na budowę 53-kilometrowego odcinka łączącego Zernez z Mals przez Przełęcz Offen;
- budowa 60-kilometrowego odcinka z Thusis do Mesocco przez Hinterrheinschlucht oraz 5-kilometrowy tunel Bernhardintunnel.

Równolegle w 1913 r. rozpoczęto także proces elektryfikacji linii kolejowych. Pierwszą w pełni zelektryfikowaną linią była nowo otwarta trasa Bever – Scuol. Do 1922 r. zelektryfikowano całą główną sieć linii kolejowych, tzn. od Engadin do Chur i Landquart. Proces ten pozwolił na usprawnienie istniejącej sieci oraz zmniejszenie zapotrzebowania Kolei Retyckich na węgiel, co było ważne zwłaszcza w obliczu I wojny światowej. Wykorzystano system 11 kV 16⅔ Hz AC, który w RhB wykorzystywany jest do dziś.
| Rok  | Trasa                                     |
| ---- | ----------------------------------------- |
| 1913 | St. Moritz / Pontresina – Samedan – Scuol |
| 1919 | Bever – Filisur – Thusis / Davos Dorf     |
| 1920 | Davos Dorf – Klosters                     |
| 1921 | Klosters – Landquart – Chur – Thusis      |
| 1922 | Reichenau-Tamins – Disentis/Mustér        |

### Integracja z innymi kolejami

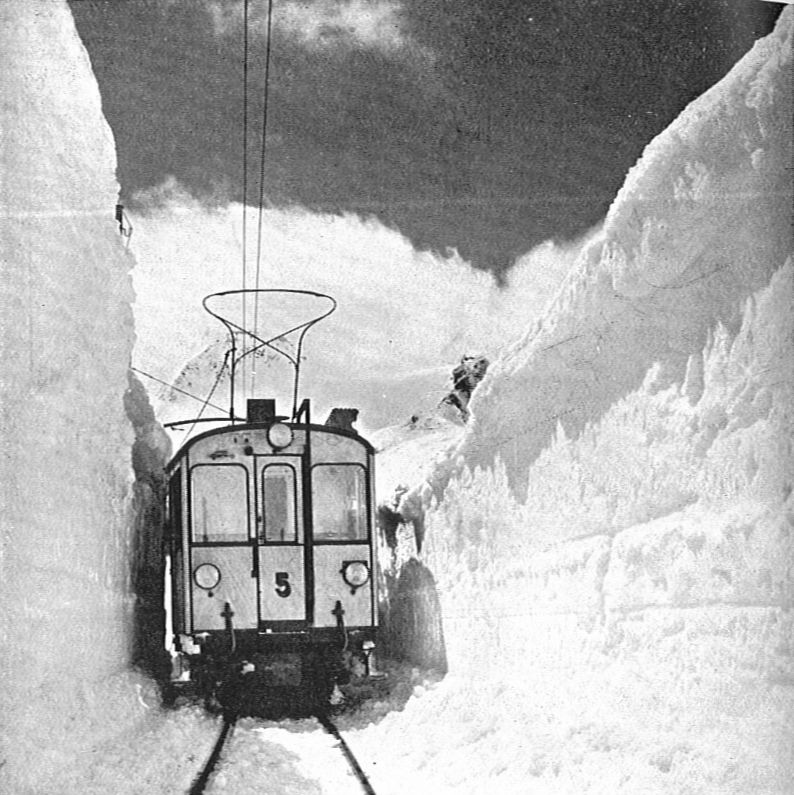
Pociąg RhB na linii Bernina w „śnieżnym tunelu”, zima 1928 r.

Pod koniec lat 30. XX wieku spółki kolejowe w Gryzonii borykały się z kłopotami finansowymi związanymi z kryzysem w branży turystycznej oraz koniecznością przeprowadzenia modernizacji infrastruktury i taboru kolejowego. Przedsiębiorstwa złożyły wniosek o pomoc finansową ze strony rządu. Warunkiem była konsolidacja przedsiębiorstw w jedno. W związku z tym 26 października 1941 r. udziałowcy Kolei Retyckich oraz kolei Chur – Arosa i Bellinzona – Mesocco doszli do porozumienia, na mocy którego od 1 stycznia 1942 koleje te weszły w skład RhB. W latach 1942–1944 RhB stopniowo przejmowały także zarządzanie infrastrukturą, a później także taborem kursującym przez przełęcz Bernina.

### Kłopoty finansowe po II wojnie światowej
W okresie II wojny światowej, ze względu na brak paliwa i tym samym spadek znaczenia prywatnego transportu drogowego, liczba pasażerów RhB wzrosła niemal dwukrotnie. W 1945 r. Kolej Retycka przewiozła 117 mln pasażerokilometrów oraz 24 mln tonokilometrów. Po zakończeniu wojny liczba pasażerów zaczęła jednak stopniowo maleć, a w 1949 r. spółka, po raz pierwszy od 1915 r., odnotowała stratę. W 1958 r. sytuacja zmieniła się wraz z wprowadzeniem nowego prawa dotyczącego niepaństwowych przewoźników kolejowych. W 1962 r. praca przewozowa wyniosła 175 mln pasażerokilometrów. W 1966 r. zanotowano natomiast największą towarową pracę przewozową w wysokości 56 mln tonokilometrów. W kolejnych latach liczba pasażerów jednak nie wzrastała, a wyższe płace wymuszone inflacją sprawiły, że w 1970 r. spółka po raz kolejny odnotowała stratę. Pojawiły się liczne głosy mówiące o konieczności nacjonalizacji RhB, co oznaczałoby wcielenie do SBB-CFF-FFS. Ostatecznie jednak do tego nie doszło, a pod koniec lat 70. wprowadzono szereg zmian mających na celu przywrócenie rentowności spółce. Postawiono głównie na ruch turystyczny na trasach Bernina Express oraz Glacier Express, także poza sezonem, oraz zawieszono połączenia na trasie Thusis – Samedan, zastępując je regionalnymi autobusami PostAuto. Zlikwidowano także obsadę na mniej uczęszczanych stacjach kolejowych. W dalszej kolejności zawieszono kursowanie pociągów na trasie Bellinzona – Mesocco. W 1980 r. po raz pierwszy spółka przekroczyła 200 mln pasażerokilometrów rocznie.

### Otwarcie tunelu Vereina

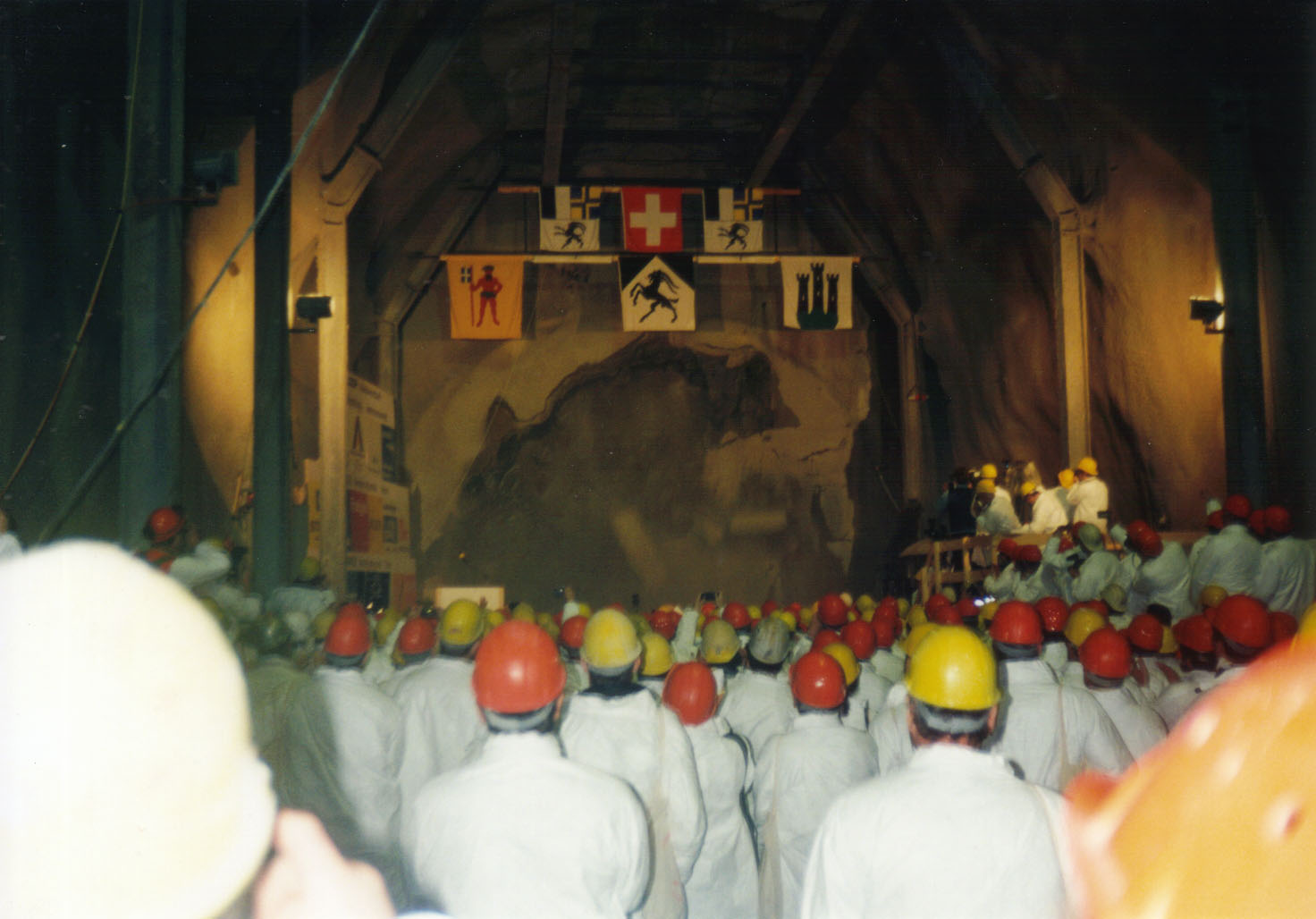
Moment przebicia się tarczy wiertniczej w trakcie budowy tunelu Vereina, marzec 1997

W 1999 r. miało miejsce otwarcie tunelu Vereina, który połączył Landquart przez Klosters z Dolną Engadyną. Przez tunel prowadzone są koleją przewozy samochodów osobowych i ciężarowych, co pozwala na ominięcie górskiej drogi przez przełęcz Flüela. Dzięki temu droga z Chur, a także środkowej części Szwajcarii, do Dolnej Engadyny została skrócona w lecie o dwie, a w zimie o trzy godziny. Budowa tunelu przyczyniła się do rozwoju turystyki w dolinie.

### Drugi plan naprawczy

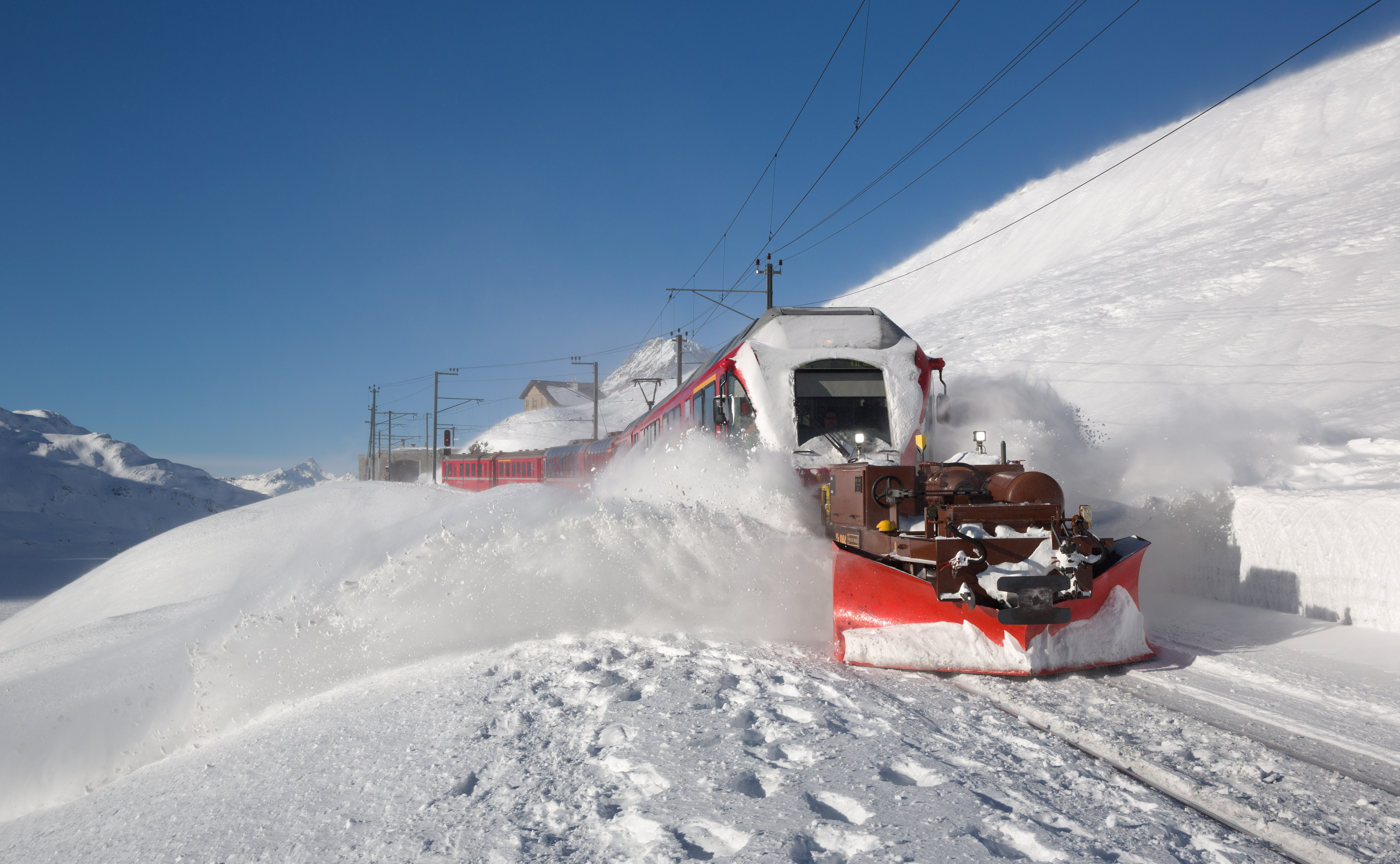
ABe 8/12 Allegra pchający pług śnieżny typu Xk 9144 na linii Bernina

Pomimo otwarcia tunelu Vereina oraz wprowadzenia programu naprawczego w spółce Kolej Retycka nadal przynosiła straty. Wiązało się to także ze zmianami w przepisach dotyczących finansowania kolei prywatnych z budżetu państwa; od 2000 r. państwo nie użyczało już nieoprocentowanych pożyczek na zakup taboru kolejowego. W związku z tym w 2006 r. zarząd RhB podjął decyzję o zmniejszeniu liczby pracowników o 145 osób, tzn. o około 10% całej kadry. Odbyło się to głównie kosztem załóg na niektórych stacjach, a także personelu warsztatów. Spółka musiała także ponieść koszty modernizacji linii kolejowych (w 2006 r. niemal ⅓ spośród ponad 150 mostów w sieci Kolei Retyckich wymagała remontu), a także inwestycji taborowych.

### Wpisanie na listę światowego dziedzictwa UNESCO

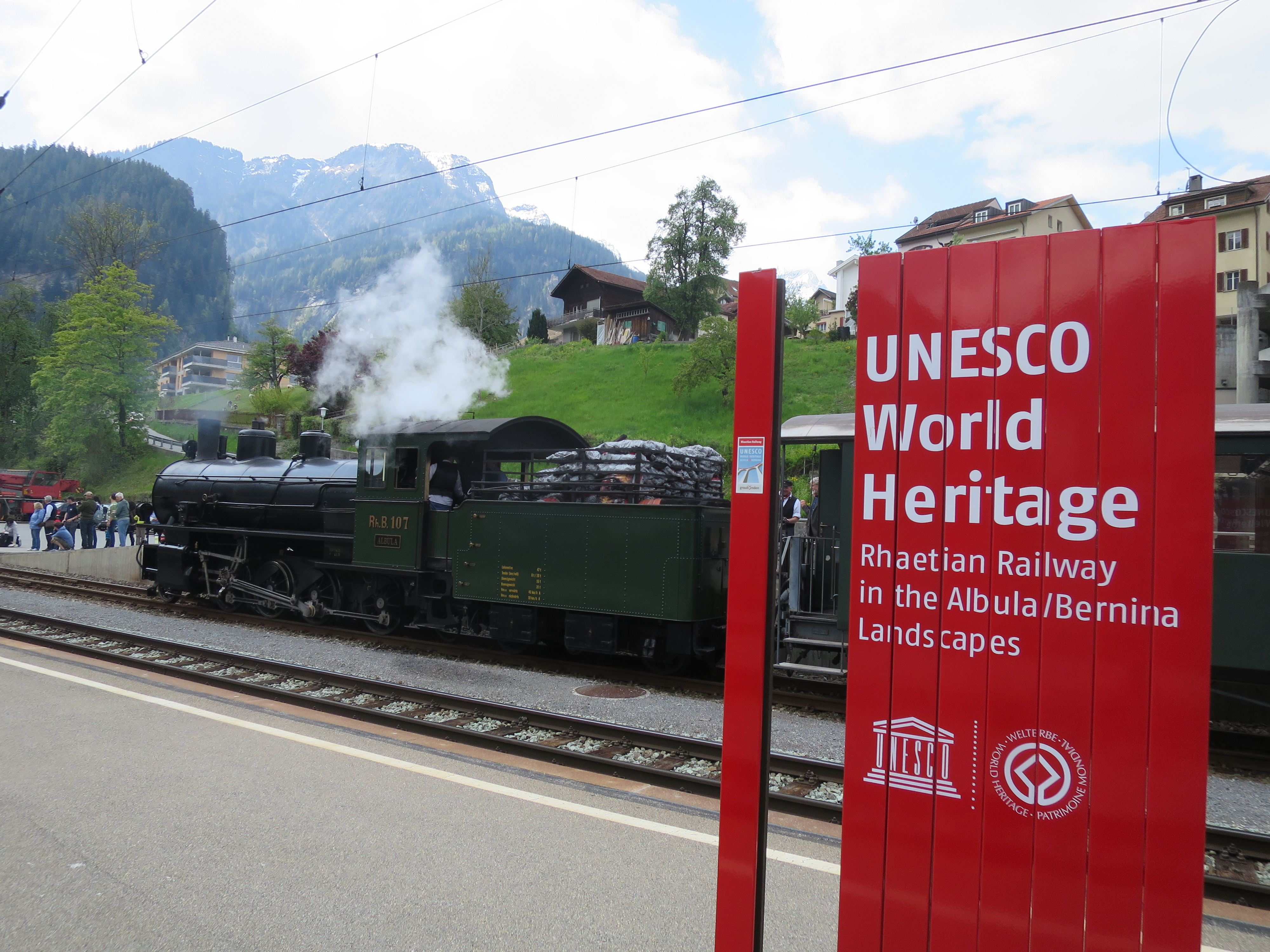
Zabytkowa lokomotywa parowa „Albula” na stacji w Thusis

21 grudnia 2006 r. złożono wniosek o wpisanie linii kolejowych przez przełęcze Albula oraz Bernina na listę światowego dziedzictwa UNESCO. Ostatecznie wpisanie tych linii na listę nastąpiło 7 czerwca 2008 r. Objęto nią linię kolejową o długości ponad 100 km na trasie Thusis – Tirano wraz z przylegającym krajobrazem. Strefa buforowa rozciąga się od 500 do 1000 m wzdłuż linii i chronione w niej są zarówno krajobraz naturalny, jak i miejski. Zabytkowe elementy infrastrukturalne linii są także pod ochroną i mają zachować swój unikatowy charakter. Ze względu na fakt, iż część trasy objętej ochroną przebiega przez Włochy, za całą procedurę wpisania na listę były odpowiedzialne dwa państwa. Trasy kolejowe przez przełęcze Albula i Bernina są trzecim obiektem kolejowym wpisanym na listę światowego dziedzictwa UNESCO – po austriackiej linii kolejowej Semmering oraz kolejach górskich w Indiach (Darjeeling, Nilgiri i Kalka-Shimla).
W 2022 r., z okazji 175-lecia kolei na terenie Szwajcarii, RhB uruchomiła najdłuższy na świecie pociąg pasażerski o długości 1910 m złożony z 25 elektrycznych zespołów trakcyjnych „Capricorn”. Pociąg pokonał trasę z Predy do Alvaneu.

## Przewozy

Schemat połączeń pasażerskich Kolei Retyckich

W 2022 r. Kolej Retycka wykonała pracę przewozową 7497 tys. wkm pociągów pasażerskich oraz 372 615 tys. pkm, a z usług skorzystało ponad 12 mln pasażerów. Punktualność wyniosła 89,5%. Ponadto wykonano pracę 514 tys. wkm pociągów towarowych i przewieziono 603 tys. t ładunku, wykonując 38 982 tys. tkm. Przez tunel Vereina przewieziono 509 tys. samochodów, które w sumie na torach pokonały 10 441 tys. km.

### Glacier Express
Glacier Express był pierwszym pociągiem pospiesznym uruchamianym przez Rhätische Bahn. Jego pierwszy kurs na trasie z Zermatt do Sankt Moritz odbył się 25 czerwca 1930 r. Podróż na całej trasie trwała wówczas około 11 godzin. Rhätische Bahn, wspólnie ze spółkami Furka-Oberalp-Bahn i Visp-Zermatt-Bahn, chciały stworzyć markę luksusowego połączenia pomiędzy dwoma znanymi szwajcarskimi kurortami. W okresie II wojny światowej liczba przewożonych pasażerów spadła, przez co połączenia Glacier Express zostały zawieszone. Po wojnie koleje borykały się z kłopotami taborowymi, w związku z czym składy Glacier Express zestawiano z takich samych wagonów jak pozostałe pociągi Rhätische Bahn. W latach 70. ponownie nastąpiło ożywienie w branży turystycznej. Do 1981 r. pociągi przejeżdżały przez Furka-Scheiteltunnel na wysokości 2162 m n.p.m., co umożliwiało kursowanie pociągów jedynie przez cztery letnie miesiące; w pozostałe kręta i stroma górska trasa stanowiła zbyt duże zagrożenie i była wyłączana z ruchu. Sytuację poprawiło oddanie do użytku w 1982 r. nowego tunelu Furka-Basistunnel. Od tego czasu liczba pasażerów znacznie wzrosła. Do pociągów zaczęto doczepiać wagony prowadzone z Chur. Od lat 90. składy Glacier Express zaczęto zestawiać z wagonów panoramicznych, które obecnie są jedynymi w pociągu. W każdym składzie Glacier Express znajduje się wagon restauracyjny oraz wagony panoramiczne klasy 1 i 2, a jedna para pociągu posiada w składzie wagon panoramiczny ekskluzywnej – wprowadzonej w 2019 r. – klasy Excellence.
Pełną trasę pociągi pokonują w około 8 godzin. Z uwagi na czas przejazdu Glacier Express nazywany jest „najwolniejszym pociągiem pospiesznym świata”. Dwie pary pociągów kursują codziennie (z wyjątkiem corocznej przerwy technicznej między połową października a początkiem grudnia) przez cały rok w pełnej relacji, natomiast w sezonie letnim uruchamiana jest dodatkowa para pociągów w relacji Zermatt – Chur oraz w relacji Brig – Sankt Moritz.

### Bernina Express

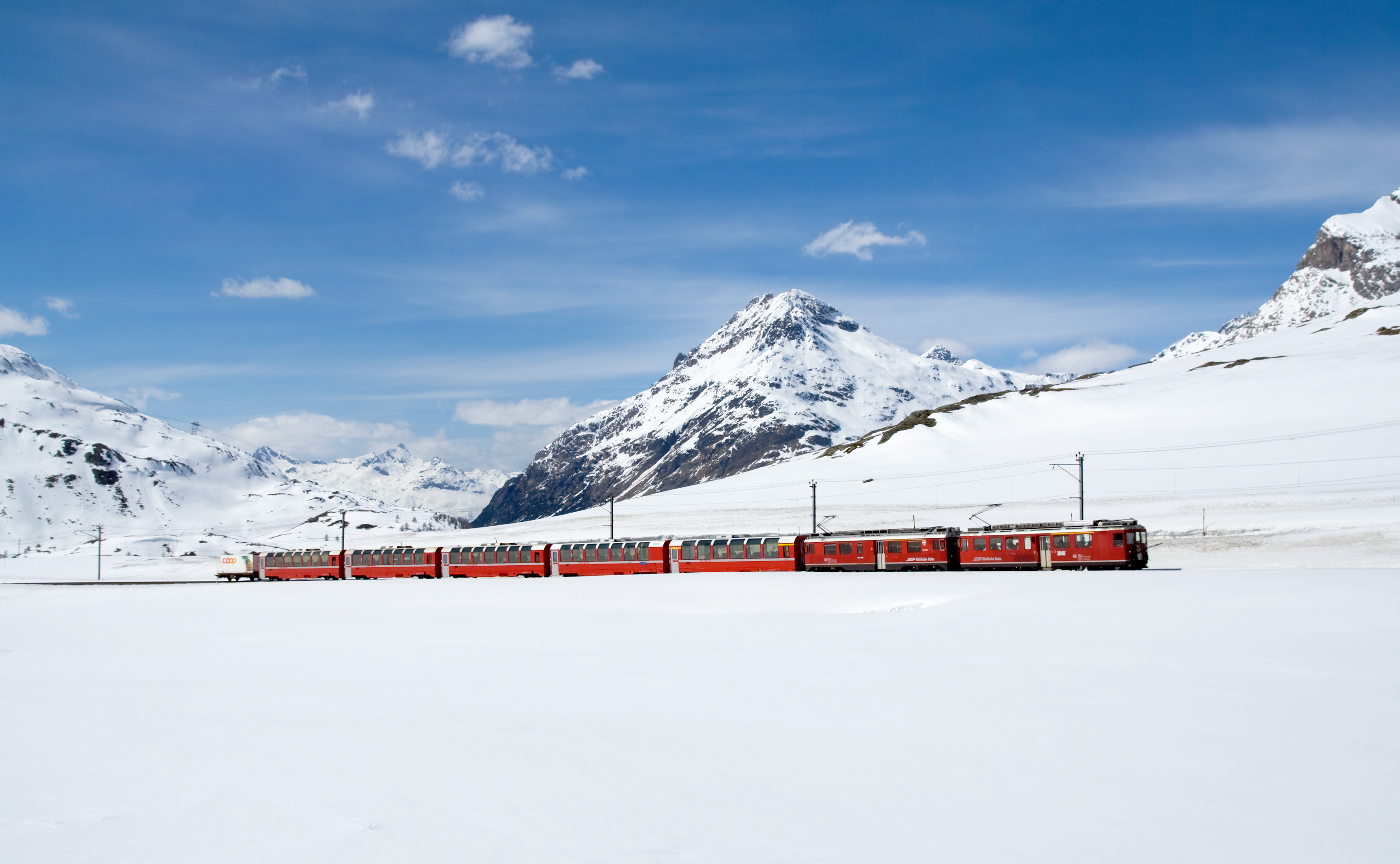
Bernina Express zimą

W 1973 r., po sukcesie wcześniej uruchamianych wagonów bezpośrednich na tej trasie i przepinanych między pociągami, zadecydowano o uruchomieniu bezpośrednich pociągów pospiesznych na trasie z Chur do Tirano pod nazwą „Bernina Express”. W 1985 r., ze względu na dużą popularność pociągów, zadecydowano o uruchomieniu w lecie drugiej pary połączeń w ciągu dnia, natomiast w okresie zimowym powrócono do jednej pary pociągu bezpośredniego i jednej pary połączeń wagonem doczepianym do innych pociągów. Dodatkowo w 1993 r. uruchomiono połączenia z St. Moritz do Tirano, również przez przełęcz Bernina. W 1995 r. uruchomiono pociąg „Heidiland-Bernina Express” kursujący na trasie Landquart – Davos – Pontresina – Tirano. W 1999 r. zmieniono jego nazwę na „Heidi-Express”, natomiast od 2005 r. do dnia likwidacji nosił on taką samą nazwę jak pociągi na trasie z Chur, czyli „Bernina Express”. W 2008 r. nazwę tę otrzymała także para pociągów pospiesznych na trasie Tirano – St. Moritz.
Na trasie znajduje się 196 mostów i 55 tuneli, a wzniesienie o największym nachyleniu liczy 70‰. Znajdują się na niej także najwyżej oraz najniżej położone stacje na całej sieci RhB, a ponadto w okolicy Przełęczy Bernina znajduje się najwyżej w Europie położony punkt, który przecina kolej adhezyjna (pozbawiona zębatki).
Wszystkie pociągi „Bernina Express” są zestawiane ze standardowych wagonów oraz wagonów panoramicznych, za przejazd którymi pobierana jest dodatkowa opłata. Ponadto sezonowo kursują pospieszne autobusy „Bernina Express Bus”, skomunikowane z pociągami, które umożliwiają podróż na trasie Tirano – Lugano.
Podróż na pełnej trasie z Chur do Tirano trwa około 4 i pół godziny.

### S-Bahn Chur

Schemat linii S-Bahn Chur

Pociągi regionalne kursujące na trasie Landquart – Chur oraz Thusis – Chur od 2005 r. dostały oznaczenia linii S8 i S9, tworząc tym samym system kolei aglomeracyjnej S-Bahn w regionie stolicy Gryzonii. W 2009 r. zmieniono oznaczenia na S1 i S2, a trasę S-Bahn wydłużono do Schiers. Pociągi na obu liniach kursują w godzinnym takcie, a w połączeniu z innymi pociągami regionalnymi co 20–40 min.

### Sieć kolejowa

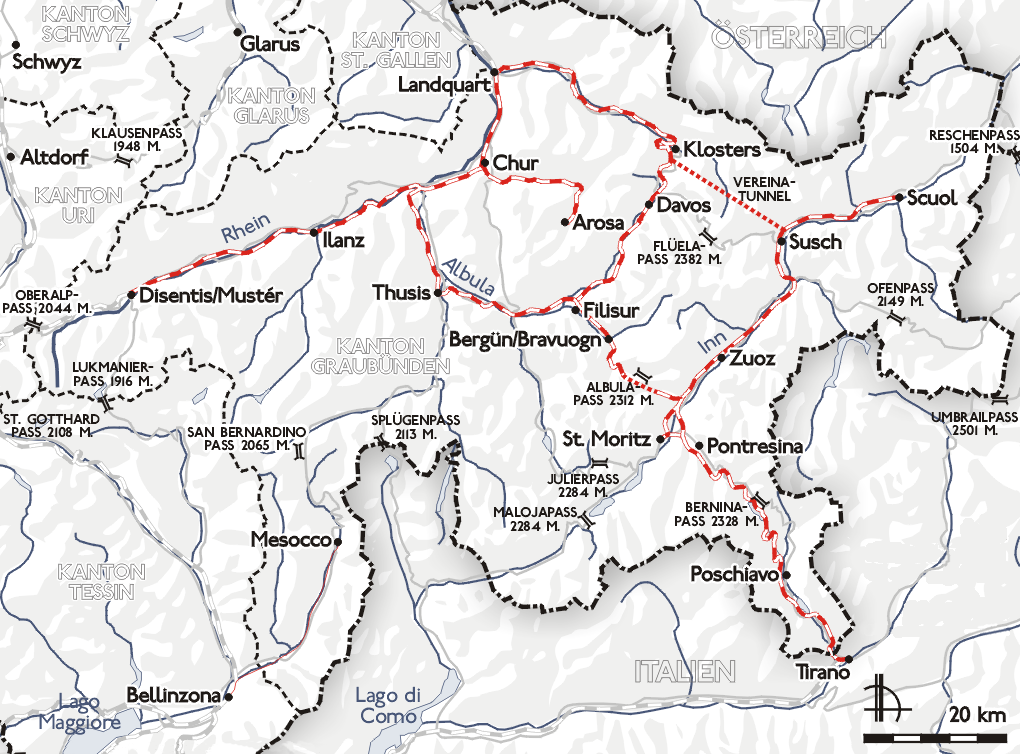
Mapa sieci kolejowej Rhätische Bahn

W skład sieci należącej do Kolei Retyckich wchodzą 384 km linii wąskotorowych, z czego ponad ⅓ znajduje się na wysokości ponad 1500 m n.p.m., oraz 102 stacje i przystanki kolejowe. 15% linii kolejowych znajduje się w 115 tunelach w sieci – ich łączna długość to 58 690 m, z czego najdłuższy tunel Vereina liczy 19 042 m. W sieci znajduje się także 617 mostów o łącznej długości 16 042 m (4% łącznej długości linii kolejowych). Najdłuższy most – Langwieserviadukt – liczy 285 m długości, natomiast najwyższy – Wiesnerviadukt – ma 89 m wysokości. Ponadto znajdują się tu 43 tzw. galerie przeciwlawinowe o łącznej długości 3709 m (1% sieci). Najdłuższa z nich – Sassal Mason II – liczy 348 m. Największe nachylenie znajduje się na linii przez przełęcz Bernina i wynosi 70‰. Najwyżej położony punkt (stacja Ospizio Bernina) znajduje się na wysokości 2253 m n.p.m., natomiast najniżej położona jest stacja Tirano – 429 m n.p.m..
| Linia kolejowa                             | Numer linii | Rok otwarcia | Długość | Zdjęcie | Uwagi                                                                                                 |        |
| ------------------------------------------ | ----------- | ------------ | ------- | ------- | --- | ------ |
| Landquart – Davos                          | 910/941     | 1888         | 50 km   |         | Pierwsza linia kolejowa w sieci RhB                                                                   | [ 32 ] |
| Landquart – Thusis                         | 910/940/941 | 1896         | 41,3 km |         | | [ 32 ] |
| Albulabahn (Thusis – St. Moritz)           | 940         | 1903         | 61,7 km |         | | [ 32 ] |
| Reichenau – Tamins – Disentis/Mustér       | 920         | 1904/1912    | 49,3 km |         | | [ 32 ] |
| Samedan – Pontresina                       | 960         | 1908         | 5,3 km  |         | | [ 32 ] |
| Berninabahn (St. Moritz – Tirano)          | 950         | 1908         | 60,7 km |         | Przejęta przez RhB w 1944 r. Od 2008 r. wpisana na listę światowego dziedzictwa UNESCO                | [ 32 ] |
| Davos Platz – Filisur                      | 915         | 1909         | 19,3 km |         | Na trasie najwyższy wiadukt Wiesnerviadukt                                                            | [ 32 ] |
| Bever – Scuol – Tarasp                     | 910/960     | 1913         | 49,4 km |         | | [ 32 ] |
| Chur – Arosa                               | 930         | 1914         | 25,7 km |         | Przejęta przez RhB w 1942 r. Na trasie najdłuższy most Langwieserviadukt                              | [ 32 ] |
| Linia kolejowa Vereina (Klosters–Saglians) | 910/1985    | 1999         | 22,5 km |         | Niemal w całości w tunelu. Przewóz samochodów na platformach                                          | [ 32 ] |
| Bellinzona – Mesocco                       |             | 1907         | 31,3 km |         | Przejęta przez RhB w 1942 r. Wyłączona z eksploatacji pasażerskiej w 1972 r., a z towarowej w 2014 r. | [ 32 ] |

### Zaopatrzenie w energię elektryczną
W sieci kolejowej RhB 100% linii kolejowych jest zelektryfikowanych. Wykorzystywany jest prąd 11 kV 16,7 Hz AC oraz 1000 V DC. Zasilanie odbywa się poprzez napowietrzną sieć trakcyjną. Za produkcję energii elektrycznej odpowiedzialne jest przedsiębiorstwo Repower. Produkcja energii elektrycznej odbywa się w czterech zakładach:
- w Bever oraz Landquart znajdują się przetwornice częstotliwości o mocy czynnej 18 MW, zamieniające prąd o częstotliwości 50 Hz z sieci Repower na prąd 16,7 Hz dla sieci RhB[36][37];
- w elektrowni wodnej w Klosters jeden z dwóch generatorów o mocy 8 MVA energii elektrycznej wykorzystywany jest wyłącznie na potrzeby kolei[37];
- w elektrowni wodnej Sils, należącej do przedsiębiorstwa Kraftwerke Hinterrhein, zainstalowane są dwa generatory o mocy 4 MVA każdy; jest tu wytwarzane ok. 45% całej energii elektrycznej na potrzeby RhB[37].

Linia kolejowa przez przełęcz Bernina ma odrębny system zasilania prądem stałym 1000 V. Zasilanie tej trasy odbywa się z linii wysokiego napięcia 23 kV, poprowadzonej z Campocologno wzdłuż linii kolejowej. Wykorzystywane są falowniki na stacjach Berninabahn. Na tej trasie energia z hamowania składów poddawana jest rekuperacji za pomocą hamulców elektrodynamicznych i oddawana do sieci trakcyjnej.
W 2017 r. w całej sieci Rhätische Bahn zużyto łącznie 97 000 MWh energii elektrycznej.

## Tabor

### Tabor w eksploatacji

#### Lokomotywy elektryczne
| Typ        | Nr taborowy | Liczba sztuk | Eksploatacja od |        |
| ---------- | ----------- | ------------ | --------------- | ------ |
| Te 2/2     | 71÷75       | 5            | 1946            | [ 39 ] |
| Ge 2/2     | 161÷162     | 2            | 1911            | [ 39 ] |
| Ge 3/3     | 214÷215     | 2            | 1984            | [ 39 ] |
| Ge 4/4 I   | 601÷610     | 4/10         | 1947            | [ 39 ] |
| Ge 4/4 II  | 611÷633     | 23           | 1973            | [ 39 ] |
| Ge 4/4 III | 641÷652     | 12           | 1993            | [ 39 ] |
| Ge 6/6 II  | 701÷707     | 7            | 1958            | [ 39 ] |
| Gem 4/4    | 801÷802     | 2            | 1968            | [ 39 ] |

#### Elektryczne wagony silnikowe i ezt
| Typ                | Nr taborowy | Liczba sztuk | Eksploatacja od | Zdjęcie |        |
| ------------------ | ----------- | ------------ | --------------- | ------- | ------ |
| ABe 4/4 II         | 41÷49       | 9            | 1964            |         | [ 40 ] |
| ABe 4/4 III        | 51÷56       | 6            | 1988            |         | [ 40 ] |
| De 2/2             | 151         | 1            | 1901            |         | [ 40 ] |
| ABe 4/16 Allegra   | 3101÷3105   | 5            | 2011            |         | [ 41 ] |
| ABe 8/12 Allegra   | 3501÷3515   | 15           | 2010            |         | [ 41 ] |
| ABe 4/16 Capricorn | 3101÷3105   | 56           | 2019            |         | [ 42 ] |

#### Lokomotywy spalinowe
| Typ        | Nr taborowy                         | Liczba sztuk | Eksploatacja od | Zdjęcie |        |
| ---------- | ----------------------------------- | ------------ | --------------- | ------- | ------ |
| Tm 2/2     | 15÷26, 81÷84, 91÷93, 95÷98, 111÷120 | 33           | 1957            |         | [ 40 ] |
| Tmf 2/2    | 85-90                               | 6            | 1991            |         | [ 40 ] |
| Gm 4/4     | 241                                 | 1            | 1989            |         | [ 40 ] |
| Gmf 4/4    | 242÷243                             | 2            | 1991            |         | [ 40 ] |
| Gmf 4/4 II | 234 01÷234 04                       | 4            | 2013            |         | [ 43 ] |

#### Wagony sterownicze
| Typ  | Nr taborowy                           | Liczba sztuk | Eksploatacja od | Zdjęcie |        |
| ---- | ------------------------------------- | ------------ | --------------- | ------- | ------ |
| ABt  | 1701÷1703                             | 3            | 1969            |         | [ 40 ] |
| ABDt | 1711÷1716                             | 6            | 1971            |         | [ 40 ] |
| BDt  | 1721÷1723, 1731, 1741–1742, 1751–1758 | 14           | 1982            |         | [ 40 ] |
| At   | 578 01÷578 06                         | 6            | 2016            |         | [ 44 ] |
| Bt   | 528 01÷528 08                         | 8            | 2017            |         | [ 44 ] |

#### Wagony pasażerskie

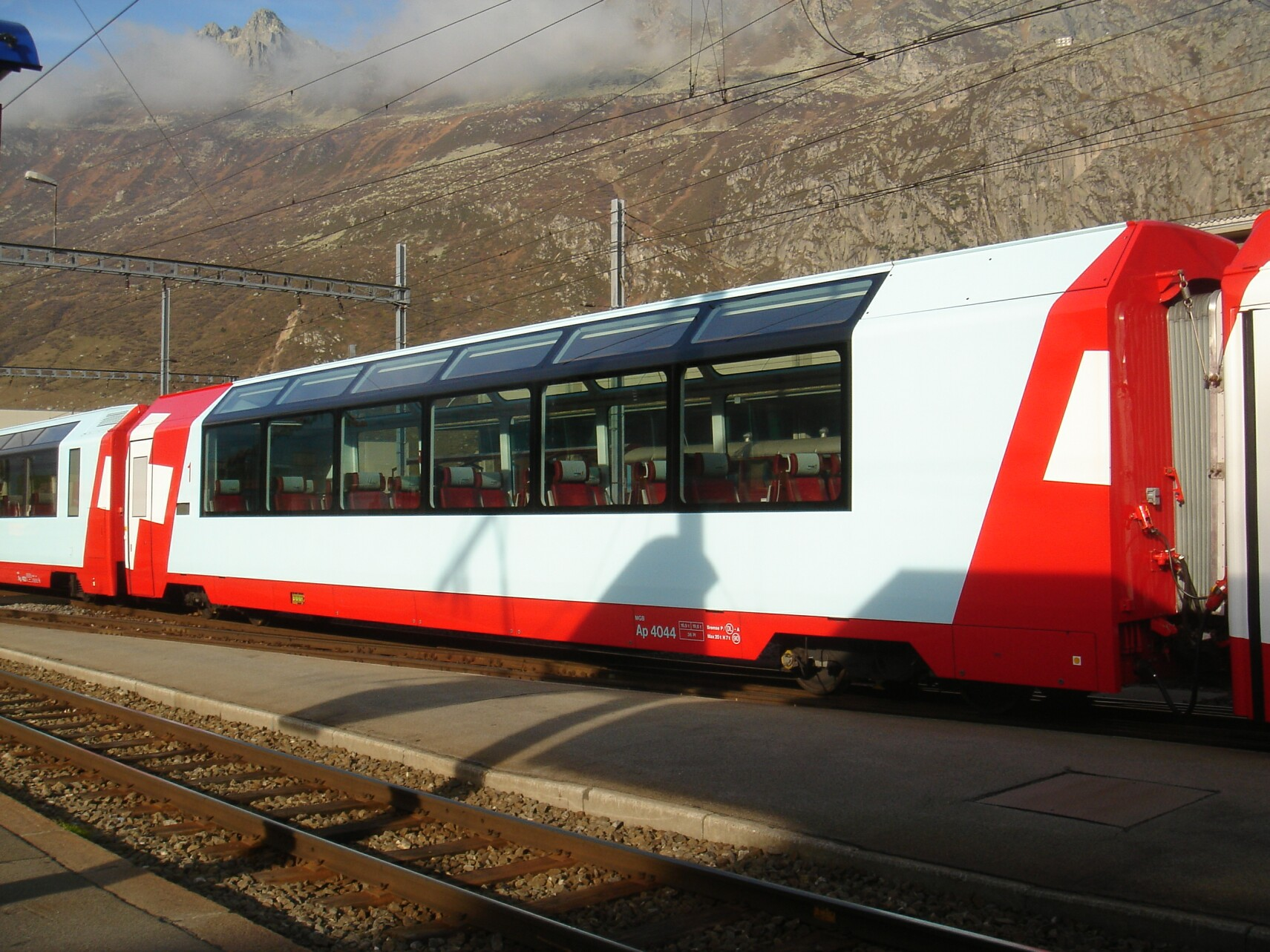
Wagony panoramiczne produkcji Stadler w składzie Glacier Express

RhB dysponują ponadto 380 wagonami pasażerskimi klas 1. i 2., a także wagonami restauracyjnymi, z których najstarsze zostały wykonane w 1962 r. Do zestawiania składów Glacier Express oraz Bernina Express wykorzystywane są, oprócz tradycyjnych wagonów, wagony panoramiczne produkcji Stadler lub AnsaldoBreda.

#### Pługi śnieżne
| Typ     | Nr taborowy | Liczba sztuk | Eksploatacja od | Zdjęcie |  |
| ------- | ----------- | ------------ | --------------- | ------- |  |
| Xrotd   | 9213÷9214   | 2            | 1912            |         |  |
| Xrot m  | 9214        | 1            | 2001            |         |  |
| Xrot mt | 9217        | 1            | 1981            |         |  |
| Xrot mt | 95401÷95402 | 2            | 2012            |         |  |
| Xrot mt | 95403÷95404 | 2            | 2011            |         |  |

### Tabor wycofany z eksploatacji liniowej

#### Lokomotywy parowe
| Typ       | Nr taborowy | Liczba sztuk | Lata eksploatacji liniowej | Zdjęcie |        |
| --------- | ----------- | ------------ | -------------------------- | ------- | ------ |
| G 3/4     | 1÷16        | 16           | 1889–1928                  |         | [ 46 ] |
| G 2×2/2   | 21÷22       | 2            | 1891–1920                  |         | [ 46 ] |
| G 2/2+2/3 | 23÷24       | 2            | 1896–1926                  |         | [ 46 ] |
| G 2/3+2/2 | 25÷32       | 8            | 1896–1921                  |         | [ 46 ] |
| G 4/5     | 101÷129     | 29           | 1904–1927                  |         | [ 46 ] |

#### Lokomotywy elektryczne
| Typ                         | Nr taborowy            | Liczba sztuk | Lata eksploatacji liniowej | Zdjęcie |        |
| --------------------------- | ---------------------- | ------------ | -------------------------- | ------- | ------ |
| Ge 4/4 81                   | 81                     | 1            | 1916–1970                  |         | [ 40 ] |
| Ge 4/4 182 Bernina Krokodil | 182                    | 1            | 1928–1977                  |         | [ 40 ] |
| Ge 2/4                      | 201–207                | 7            | 1912–2006                  |         | [ 39 ] |
| Ge 4/6                      | 301, 302, 351–355, 391 | 8            | 1913–1984                  |         | [ 40 ] |
| Ge 6/6 I Krokodil           | 401–415                | 15           | 1921–2008                  |         | [ 39 ] |
| Gem 2/4                     | 202, 211               | 2            | 1967–2002                  |         | [ 39 ] |

#### Lokomotywy spalinowe
| Typ    | Nr taborowy | Liczba sztuk | Lata eksploatacji liniowej | Zdjęcie |        |
| ------ | ----------- | ------------ | -------------------------- | ------- | ------ |
| Gm 3/3 | 231÷233     | 3            | 1975–2021                  |         | [ 40 ] |

#### Elektryczne wagony silnikowe
| Typ       | Nr taborowy                      | Liczba sztuk | Lata eksploatacji liniowej | Zdjęcie |        |
| --------- | -------------------------------- | ------------ | -------------------------- | ------- | ------ |
| ABe 4/4   | 3, 6–8, 11, 23, 487–488, 501–504 | 12           | 1908–1998                  |         | [ 40 ] |
| ABe 4/4 I | 30-37                            | 8            | 1908–2015                  |         | [ 40 ] |
| ABDe 4/4  | 38, 481–486                      | 7            | 2011–2016                  |         | [ 40 ] |
| BCe 4/4   | 451–455                          | 5            | 1957–1997                  |         | [ 39 ] |
| BCFe 4/4  | 481–486                          | 6            | 1914–1969                  |         | [ 39 ] |
| BDe 4/4   | 491                              | 1            | 1958–2003                  |         | [ 39 ] |
| Be 4/4    | 511÷516                          | 6            | 1971–2021                  |         | [ 40 ] |

#### Pługi śnieżne
| Typ     | Nr taborowy | Liczba sztuk | Lata eksploatacji liniowej | Zdjęcie |  |
| ------- | ----------- | ------------ | -------------------------- | ------- |  |
| Xrotd   | 9211÷9212   | 2            | 1913–1968                  |         |  |
| Xrot e  | 9215        | 1            | 1941–1983                  |         |  |
| Xrot et | 9218÷9219   | 2            | 1967–2015                  |         |  |
| Xrot m  | 9216        | 1            | 1958–2015                  |         |  |

### Malatura
Ze względu na czerwoną barwę większości składów należących do Rhätische Bahn koleje te zyskały przydomek die kleine Rote (niem. mała czerwona). Malatura składów RhB nie przez cały okres istnienia była jednak czerwona.
Pierwsze wagony RhB były malowane na kolor ciemnozielony, co było popularne wówczas u wielu przewoźników kolejowych. Farba ciemnozielona dobrze chroniła drewniane wagony przed działaniem czynników atmosferycznych, a także nie było na niej widać zanieczyszczeń, głównie osadzających się z dymu wydobywającego się z lokomotywy parowej. Pierwsze lokomotywy malowano podobnie do wagonów na kolor zielony. Pierwsza zmiana barw nastąpiła w 1921 r., kiedy to dostarczono pierwsze lokomotywy typu Ge 6/6 I, od początku w barwie brązowej. Z czasem pozostałe parowozy także przemalowano na ten kolor
W latach 30. i 40. XX wieku do taboru Kolei Retyckich dołączyły wagony oraz lokomotywy innych przewoźników w innych barwach. Były to m.in. ciemnoczerwone wagony skierowane do obsługi połączeń Glacier Express, a także zielone wykorzystywane na trasie Engadin Express. W tym okresie przewoźnik pozyskał także wagony pullmanowskie od Compagnie Internationale des Wagons-Lits. Były one malowane na zielono-kremowo. Ze względu na kryzys w ruchu turystycznym wywołany II wojną światową wagony te niemal w ogóle nie wyruszały na trasy, a po wojnie jedynie jako wzmocnienia taborowe jako klasa 1.
Na przełomie lat 30. i 40. dostarczono także 4 wagony silnikowe i 20 wagonów doczepnych pomalowanych w nowe barwy czerwone z białymi elementami. Po wcieleniu linii Arosabahn do RhB, w skład taboru weszły także wagony szaro-białe. Po fuzji z Berninabahn doszły także pojazdy w kolorze żółtym, które następnie stopniowo przemalowywano na zielono lub czerwono, jednak ostatni wagon Berninabahn w żółtych barwach jeździł jeszcze w 1960 r.
Od lat 40. oficjalną barwą wagonów stała się zieleń połączona z kolorem kremowym. Tak też malowano nowe wagony, lokomotywy przemalowywano natomiast w całości na kolor zielony. Podobny schemat obowiązywał dla wagonów technicznych, towarowych i bagażowych. W latach 60. jednak ustalono, iż pociągi w relacjach podmiejskich będą miały kolor czerwony. W latach 70. wszystkie składy były zielono-kremowe lub czerwone. Ponadto na wagonach umieszczono logo RhB, natomiast w 1983 r. dodano także napis Kolej Retycka w językach niemieckim, włoskim lub retoromańskim.
Na początku lat 80. nastąpiła kolejna zmiana w malaturze taboru RhB. Wszystkie składy postanowiono przemalować na czerwono. Proces ten trwał ok. 10 lat, a w 1990 r. podczas przeglądu przemalowano ostatnie pojazdy. Malowanie zakłada całe ściany boczne oraz czołowe wagonów w kolorze czerwonym wraz z białą linią pod oknami, białym logo i nazwą przewoźnika, a także dachem malowanym w kolorze srebrnym. Ponadto wagony klasy 1. wyróżniają się żółtym pasem nad oknami. Inny schemat malatury znajduje się na panoramicznych wagonach stosowanych w pociągach Glacier Express. Wagony mają biały kolor z początkiem i końcem w kolorze czerwonym i z motywem flagi szwajcarskiej oraz czerwonym pasem na dole bocznej ściany. Wyróżnione tu są wagony restauracyjne, całe malowane na czerwono. Dodatkowo niektóre lokomotywy spalinowe i pojazdy techniczne mają barwę żółtą.